# Milton Gómez
Milton Gómez (...) è un ex calciatore uruguaiano, di ruolo difensore.